# 葛西清重
葛西 清重（かさい きよしげ）は、平安時代末期から鎌倉時代前期にかけての武将。桓武平氏の流れを汲む秩父氏・豊島氏の庶流にあたる葛西氏。源頼朝に従って歴戦し、鎌倉幕府初期の重臣になった。初代の奥州総奉行、葛西氏の初代当主である。

## 生涯
父の豊島清元は秩父氏の一族・豊島氏の当主で武蔵国に広い所領を有し、下総国葛西御厨（東京都葛飾区）も所領としていた。三男の清重は葛西御厨を相続し、葛西三郎と称した。晩年、葛西三郎清重は、親鸞聖人が関東遊行布教の際に帰依し出家。 清重の館（現西光寺）に立ち寄った際に雨が降り止まず、親鸞を五十三日の間、足止めさせることになった。 その期間に葛西三郎清重は存分に親鸞の教えを聞き、 喜び感動のあまり発心し、親鸞聖人に帰依して御弟子となり、名前を西光坊定蓮（じょうれん）と改め、自らの居館を西光寺（東京葛飾区四つ木西光寺）としたとされる。

### 頼朝挙兵と清重
治承4年（1180年）8月、源頼朝は平氏打倒の挙兵をするが石橋山の戦いで大庭景親に敗れて安房国へ逃れた。9月3日、頼朝は小山朝政、下河辺行平そして清元・清重父子に書状を送り、特に清重に対しては「忠節の者である」として海路でも直ちに参じるよう求めた。この時は合流できなかったが、頼朝が千葉氏、上総氏の軍勢を加えて隅田川まで進軍してくると、10月3日に清元とともにこれに参じた。
豊島氏・葛西氏と同じ秩父氏一族の江戸重長は石橋山の戦いで大庭景親に味方しており、頼朝の参陣の要求にも形勢を観望してなかなか応じなかった。このため頼朝は清重に命じて重長を誘殺しようとまで図った。
結局、同じ平姓秩父氏一族の畠山重忠、河越重頼も参陣したことで、江戸重長も服そうとしたが、頼朝の怒りは収まらず重長の所領を没収して清重に与えることを決めた。ところが、清重は「所領を得ようと望むのは一族を養うためです。一族の重長の所領を賜うのは私の意志ではありません。宜しく他者に賜りますよう」と拒絶した。頼朝は激怒して清重の所領も没収すると脅したが、清重は「士は高潔を尊びます。受けるべきものでないものを受けるのは義にあらず」と断固として拒絶した。頼朝もこれに感じ入り、重長を許すことにした（『沙石集』より）。川合康はこの逸話を頼朝が清重に命じて重長を誘殺しようとした時の話ではないかと推測し、清重が頼朝と同じ秩父氏一族である畠山・河越・江戸各氏の間を取りなして彼らの参陣を説得したとしている。
10月6日に頼朝は鎌倉に入り、同月16日に富士川の戦いで平維盛の遠征軍を敗走せしめた。11月、頼朝は自ら兵を率いて常陸国の佐竹秀義を討った。その帰路に頼朝は清重の館に立ち寄り、清重は栄光のこととして丁重にもてなし、妻女を頼朝の御膳に侍らせた（夜伽をさせた）。頼朝は大変に満足して清重に武蔵国丸子荘（神奈川県川崎市）を与えた。養和元年（1181年）4月、清重は頼朝の寝所を警護する11名の内に選ばれた（『吾妻鏡』養和元年4月7日条）。
元暦元年（1184年）5月、源義高（源義仲の嫡男で頼朝に殺された）の遺臣の捜索に参加。同年8月、源範頼の平氏討伐の遠征に従軍。兵糧の調達に難渋して遠征軍は苦戦したが、九州に渡って平氏の背後の遮断に成功し、元暦2年（1185年）3月11日、清重は北条義時、小山朝政らとともに頼朝から特に慇懃の御書を賜り大功を賞された。同月25日、平氏は壇ノ浦の戦いで滅亡した。
文治5年（1189年）清元・清重父子は奥州藤原氏討伐に従軍（奥州合戦）。同年8月の阿津賀志山の戦いで清重は三浦義村、工藤行光ら7騎で陣を抜け出し山を登って抜け駆けの先陣を果たし、奮戦して武門の誉れと讃えられた。

### 鎌倉の御家人
奥州藤原氏滅亡後の9月、頼朝は論功行賞を発表した。清重は伊沢郡（胆沢郡?）、磐井郡、牡鹿郡など数か所に所領を賜った（『吾妻鏡』など）。更に奥州総奉行に任じられ、陸奥国の御家人統率を任された。平泉保内に検非違使所という政庁を築くことも許されるなど、事実上の奥州の国主としての政治権力を頼朝から委任される形で与えられた。奥州の仕置きを行っている清重に対して、頼朝は病床にあった清重の老母の様子を使者を送って伝えてやるほど気を遣っていた。江戸時代の多くの地誌では、陸奥国に入った清重は石巻城を築いて葛西氏代々の居城にしたとするが、清重の奥州滞在は短く、本拠はなお関東にあったと考えられるので、疑わしい。
文治6年（1190年）正月に起きた奥州藤原氏遺臣による大河兼任の乱でも千葉胤正とともに平定に尽し、「殊なる勇士なり」と讃えられた。反乱鎮定による安定をみて陸奥国を離れ、以後は幕府の重臣として鎌倉に詰めた。しかし、この後も引き続き奥州総奉行として、陸奥国留守職・奥州総奉行の伊沢家景とともに同国の行政に携わった。
建久元年（1190年）に頼朝が上洛した際、右近衛大将拝賀の布衣侍7人の内に選ばれて参院の供奉をした。さらに、これまでの勲功として頼朝に御家人10人の成功推挙が与えられた時、その1人に入り右兵衛尉に任ぜられる。
頼朝没後は北条氏に接近し、元久2年（1205年）の畠山重忠の乱で北条方として参戦し、武功を挙げた。建暦3年（1213年）の和田合戦でも北条方として武功を挙げている。 清重は北条氏からの信任も特に厚い宿老として鎌倉幕府の初期政治に参加した。壱岐守に任じられ、出家して壱岐入道定蓮と呼ばれた。
清重の没年には嘉禎3年（1238年）9月14日、暦仁元年（1237年）12月5日など諸説があり、詳しくは分かっていない。

## 子孫
- 清重以降は多くの異なった系図が伝わっており、正確な系譜については分かっていない（確定していない）。
- 主に文暦 - 宝治年間の資料において、有力御家人の当主として将軍藤原頼経に随列したことが確認される葛西時清は清重の子、または清重の子・清親（きよちか）の子とされている。
- 子の一人とされる葛西朝清（ともきよ）は、「朝」という字が将軍（源頼朝または源実朝）から受けたものとみられることから源氏将軍家との密接な関係が窺われ[6][注釈 5]、後に奥州の所領を譲られて奥州葛西氏として分かれたようである[8]。
- 子孫にあたる（一説には清重の孫（清宗の子）とされる[注釈 1]）葛西清貞（きよさだ）は北条貞時の代に元服したと推定され[注釈 1]、その後鎌倉幕府（北条氏）の滅亡後は南朝の武将として南北朝時代に活躍した。
- 陸奥に多くの所領を持った葛西氏は後に陸奥に本拠を移して大族となり、安土桃山時代に豊臣秀吉に滅ぼされるまで長く勢力を持ち続けることになる。

## 画像集

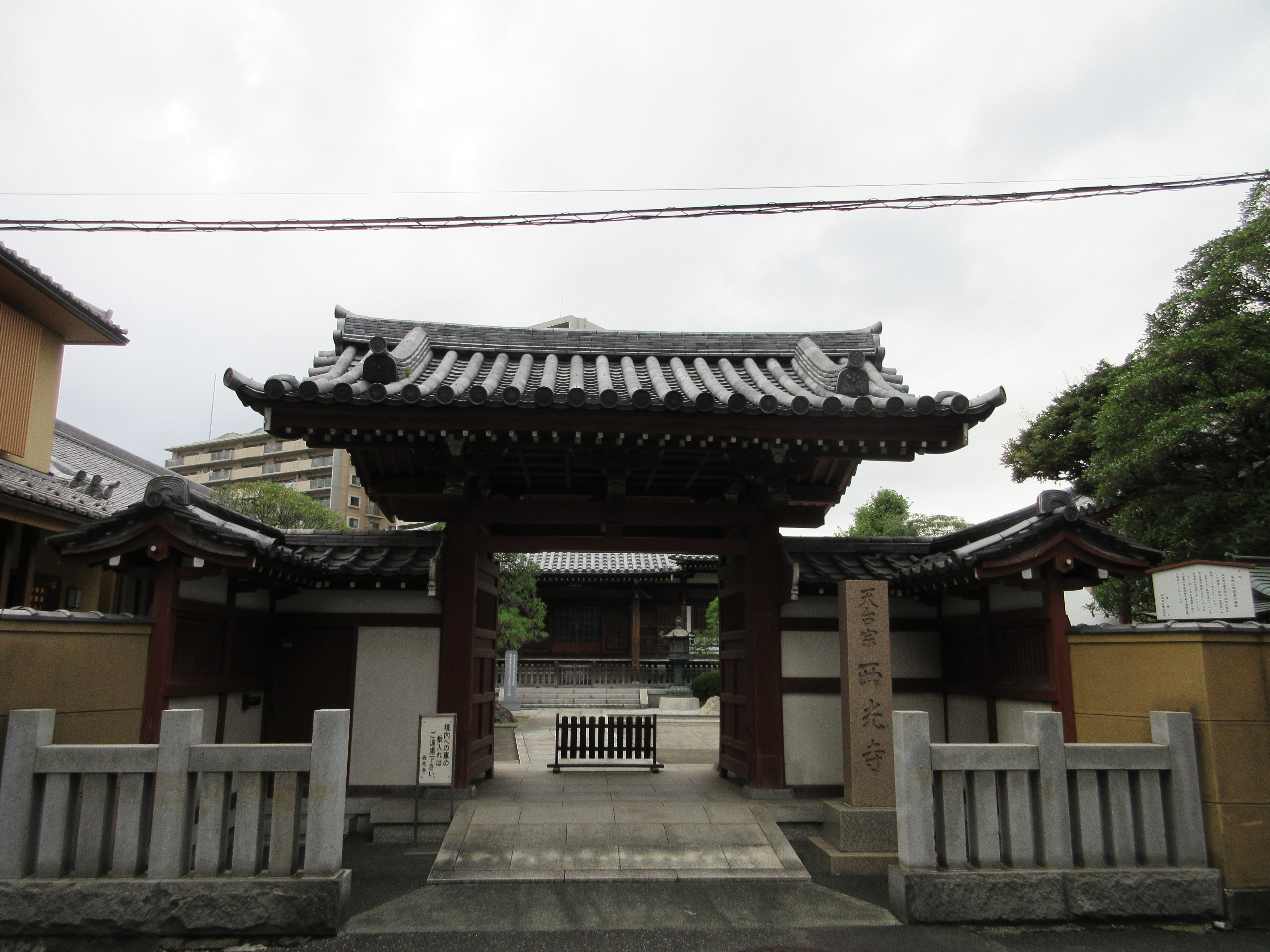
西光寺(四ツ木)山門（東京都葛飾区四つ木1-25-8最寄京成押上線四ツ木駅）
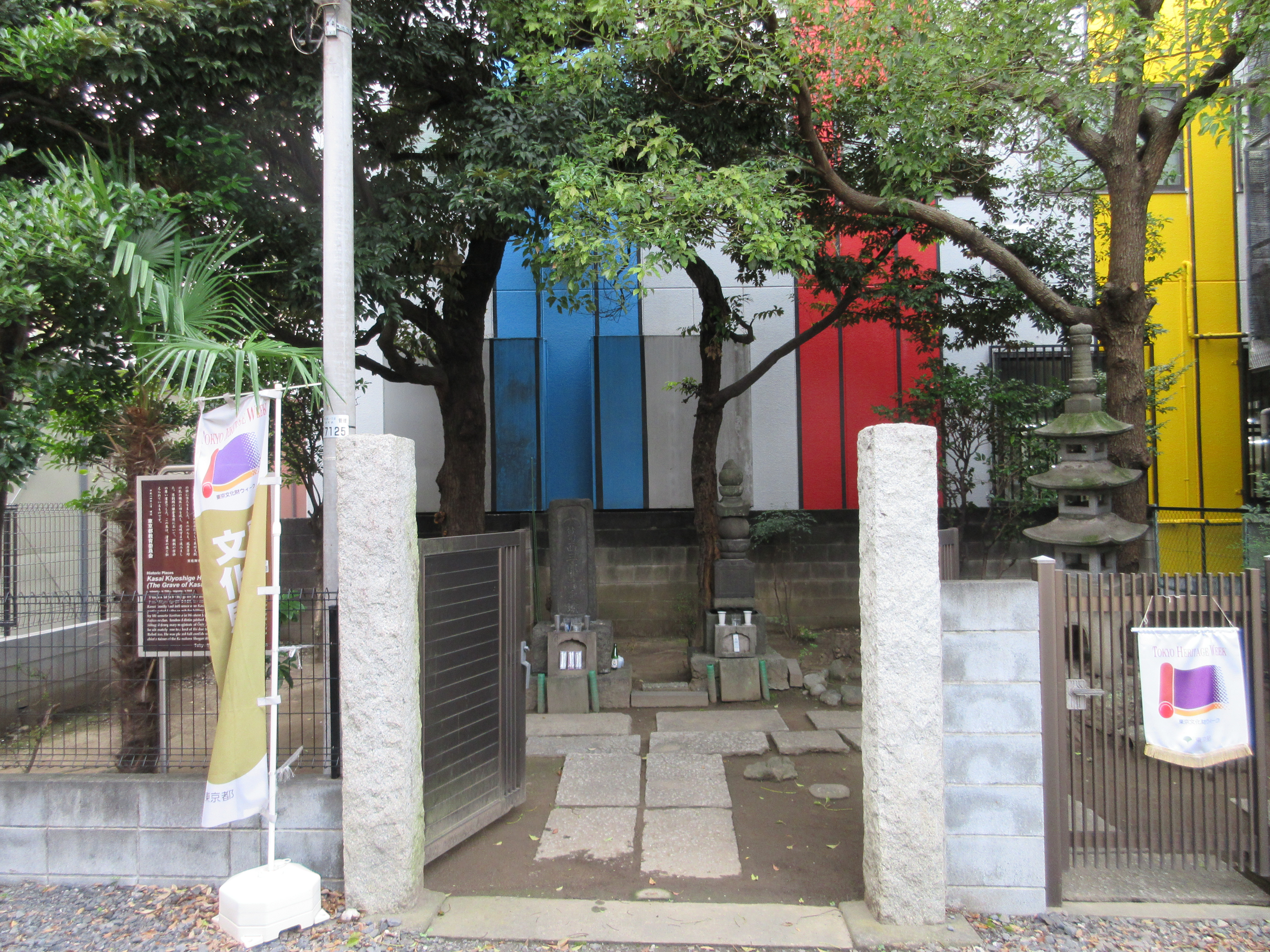
葛西三郎清重墳（西光寺左敷地塀沿、キャプテン翼像のある公園向こう）